# Andreas Sōtīriou
Andreas Sōtīriou (in greco: Ανδρέας Σωτηρίου; Nicosia, 7 giugno 1968) è un ex calciatore cipriota, di ruolo attaccante.

## Carriera

### Club
Ha trascorso tutta la carriera nelle file di club ciprioti. Nell'APOEL, club nel quale ha militato per 11 stagioni, ha raccolto oltre 200 presenze e 100 reti in campionato. Si è ritirato dal calcio giocato nel 2001,

### Nazionale
Ha rappresentato 38 volte la propria Nazionale, segnando anche 8 reti, tra il 1991 e il 1999.